# Mughiphantes
Mughiphantes är ett släkte av spindlar. Mughiphantes ingår i familjen täckvävarspindlar.

## Dottertaxa tillMughiphantes, i alfabetisk ordning[1][2]
- Mughiphantes aculifer
- Mughiphantes alticola
- Mughiphantes anachoretus
- Mughiphantes ancoriformis
- Mughiphantes arlaudi
- Mughiphantes armatus
- Mughiphantes baebleri
- Mughiphantes beishanensis
- Mughiphantes bicornis
- Mughiphantes brunneri
- Mughiphantes carnicus
- Mughiphantes cornutus
- Mughiphantes cuspidatus
- Mughiphantes falxus
- Mughiphantes faustus
- Mughiphantes hadzii
- Mughiphantes handschini
- Mughiphantes hindukuschensis
- Mughiphantes ignavus
- Mughiphantes inermus
- Mughiphantes jaegeri
- Mughiphantes johannislupi
- Mughiphantes jugorum
- Mughiphantes lithoclasicola
- Mughiphantes logunovi
- Mughiphantes longiproper
- Mughiphantes martensi
- Mughiphantes marusiki
- Mughiphantes merretti
- Mughiphantes mughi
- Mughiphantes nigromaculatus
- Mughiphantes numilionis
- Mughiphantes occultus
- Mughiphantes omega
- Mughiphantes ovtchinnikovi
- Mughiphantes pulcher
- Mughiphantes pulcheroides
- Mughiphantes pyrenaeus
- Mughiphantes restrictus
- Mughiphantes rotundatus
- Mughiphantes rupium
- Mughiphantes sachalinensis
- Mughiphantes setifer
- Mughiphantes setosus
- Mughiphantes severus
- Mughiphantes sherpa
- Mughiphantes sobrioides
- Mughiphantes sobrius
- Mughiphantes styriacus
- Mughiphantes suffusus
- Mughiphantes taczanowskii
- Mughiphantes tienschangensis
- Mughiphantes triglavensis
- Mughiphantes variabilis
- Mughiphantes varians
- Mughiphantes whymperi
- Mughiphantes vittatus
- Mughiphantes yadongensis
- Mughiphantes yeti